# Каминальхуйу
Каминальхуйу, Kaminaljuyu — городище цивилизации майя на окраине столицы Гватемалы. Название переводится с языка майя как «холм смерти». Археологические раскопки затруднены, поскольку городище в основном находится в черте современного города.
Город Каминальхуйу образовался на рубеже VIII-IX веках до н. э. Предположительно в те годы он был единственным городским центром на землях майя. Вероятно, он испытал сильное влияние города Теотиуакан, при этом Каминальхуйу был приграничным городом. Здания сооружались в основном из высушенных на воздухе глиняных кирпичей, из которых было построено около 400 строений.
После исчезновения цивилизации майя город был заброшен. Впервые его исследовали Альфред П. Модсли в конце XIX века и Мануэль Гамио в 1925 году.
Альфред Киддер, занимавшийся раскопками в Каминальхуйу с 1929 по 1950 год, на их основании создал стратиграфию цивилизации майя.
Майкл Коу считал Каминальхуйу одним из величайших археологических памятников Нового Света, хотя на сегодняшний день от города осталось всего несколько холмов, и он выглядит блёкло на фоне многих других памятников культуры майя, посещаемых туристами. В 1930-е годы, когда он начал изучаться археологами, в городе было обнаружено около 200 платформ и пирамидных холмов, многие из которых были созданы до конца доклассического периода, то есть до 250 года н. э.
Изученные к настоящему времени части Каминальхуйу расположены на большой равнине примерно под западной частью современного города Гватемала. Долина Гватемалы окружена холмами, а на юге возвышаются несколько вулканов. На высоте около 2 км над уровнем моря климат умеренный, почва плодородна благодаря вулканическим выбросам. Насыпи вулканического туфа достигают иногда глубины в несколько сот метров.
Каминальхуйу пострадал от застройки в конце XX века, хотя часть города, относящаяся к классическому периоду, сохранена как парк. Неприглядный вид сохранившихся зданий не только вызван контрастом с развивающимся современным городом, но и объясняется тем, что многие сооружения были глинобитными, недолговечными по сравнению с сооружениями из песчаника в большинстве других городов майя. По данной причине реальный размер древнего Каминальхуйу и его роль в обществе майя вряд ли будут установлены точно.